# Pisangan
Pisangan is een bestuurslaag in het regentschap Tangerang Selatan van de provincie Banten, Indonesië. Pisangan telt 35.161 inwoners (volkstelling 2010).